# Petter Adolf Karsten

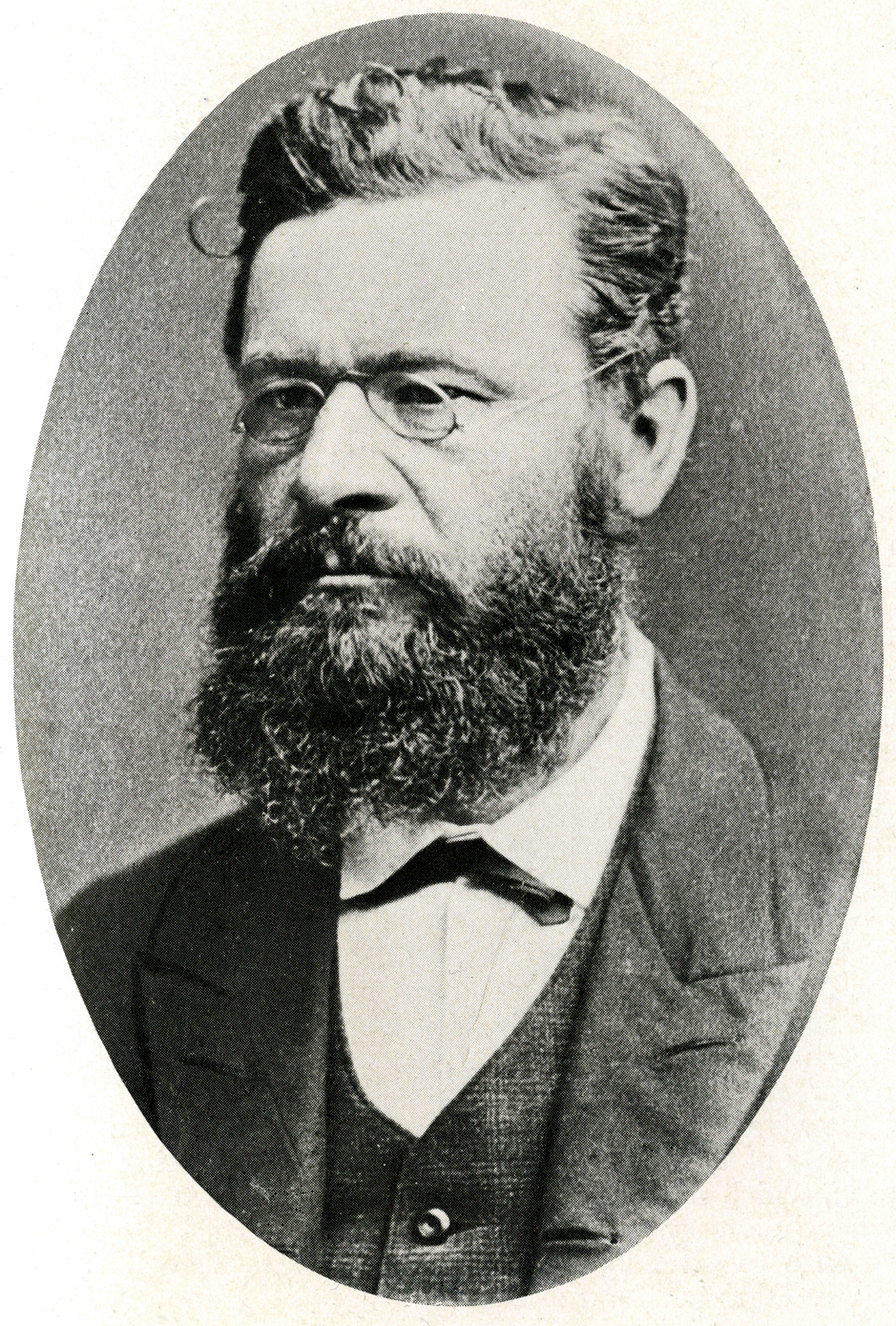

Petter (ou Peter) Adolf Karsten (Merimasku, perto de  Turku, 16 de fevereiro de 1834 – 22 de março de 1917) foi um micologista finlandês.